# بنت فلوبییرگ
بنت فلوبیر (به دانمارکی: Bent Flyvbjerg)، متخصص جغرافیای اقتصادی اهل دانمارک است. او در حال حاضر استاد دانشگاه آکسفورد در رشتهٔ مدیریت می‌باشد. پیش از این او استاد دانشگاه آلبورگ دانمارک در رشتهٔ برنامه‌ریزی شهری بود و پژوهش‌های بسیاری در این زمینه از او چاپ شده‌است. فلوبیرگ مدرک دکتری خود را در رشتهٔ جغرافیای شهری دریافت کرده‌است. فلوبیرگ بر روی تصمیم‌سازی، مدیریت شهری، فلسفهٔ علوم اجتماعی، قدرت و پروژه‌های عظیم کار کرده‌است. هم‌اکنون او در حال پژوهش روی موضوع مدیریت پروژه‌های عظیم است.